# Ad extirpanda
Ad extirpanda (erradicar; termo derivado do respetivo incipit em latim latino) foi uma bula papal promulgada na quarta-feira, 15 de maio de 1252 pelo Papa Inocêncio IV, que autorizou em circunstâncias limitadas e definidas o uso da tortura pela Inquisição como ferramenta para interrogatório. 

## Contexto
A bula foi emitida na sequência do assassinato do inquisidor papal da Lombardia, São Pedro de Verona, que foi morto por uma conspiração de simpatizantes cátaros em 6 de abril de 1252. Foi dirigida aos chefes de estado ou governantes, ministros e cidadãos estabelecidos nos estados e distritos da Lombardia, Riviera di Romagnola (em Emilia-Romagna) e Marchia Tervisina no Veneto. A tortura judicial tornou-se uma prática comum nos séculos XI e XII, após a redescoberta do direito romano. Em 1252, era considerado um método estabelecido pelos tribunais seculares.

## Conteúdo
A bula argumentava que, como os hereges são "assassinos de almas, bem como ladrões dos sacramentos de Deus e da fé cristã […]", eles "devem ser coagidos — como verdadeiros ladrões e bandidos — a confessar seus erros e acusar os outros hereges, embora deve-se parar antes do perigo para a vida ou para os membros". Os seguintes parâmetros foram colocados sobre o uso da tortura:
- que não causasse perda de vida ou membros (citra membri diminutionem et mortis periculum);[1]
- que o Inquisidor considerasse que as provas contra o acusado eram praticamente certas.[4]

A bula concedia ao Estado um terço da propriedade a ser confiscada dos hereges condenados,  outro terço aos funcionários que cuidavam dos casos, e outro terço seria depositado em algum lugar seguro para ser guardado pelo referido bispo diocesano e inquisidores, e gasto como achassem adequado para promover a fé e extirpar os hereges.
O Estado, por sua vez, assumia o ônus de cumprir a pena. A parte relevante da bula dizia: "Quando os julgados culpados de heresia forem entregues ao poder civil pelo bispo ou seu representante, ou pela Inquisição, o podestà ou magistrado-chefe da cidade os tomará imediatamente, e, no prazo máximo de cinco dias, executará as leis que contra eles forem feitas". A bula de 1199 Vergentis in senium,  de  Inocêncio III,  já declarava a heresia crime de  lesa-majestade, merecendo por isso a pena de morte.